# Гас Сити (Индијана)
Гас Сити (енгл. Gas City) град је у америчкој савезној држави Индијана.

## Демографија
По попису из 2010. године број становника је 5.965, што је 25 (0,4%) становника више него 2000. године.
| Група             | 2000.         | 2010.         |
| Белци             | 5.751 (96,8%) | 5.641 (94,6%) |
| Афроамериканци    | 18 (0,3%)     | 53 (0,9%)     |
| Азијати           | 13 (0,2%)     | 24 (0,4%)     |
| Хиспаноамериканци | 90 (1,5%)     | 143 (2,4%)    |
| Укупно            | 5.940         | 5.965         |